# Ponte de Lima (Freguesia)
Ponte de Lima ist eine ehemalige Gemeinde (Freguesia) und Vila (dt.: Kleinstadt) mit Sitz der Câmara municipal des gleichnamigen nordportugiesischen Kreises Ponte de Lima der Unterregion Minho-Lima. In ihr leben 2884 Einwohner (Stand 30. Juni 2011).

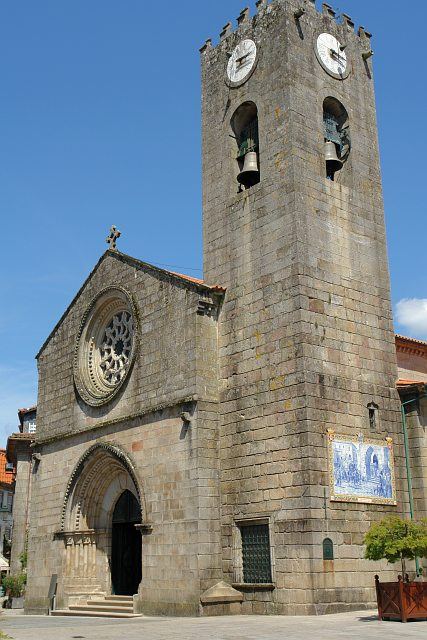
Kirche von Ponte de Lima

Am 29. September 2013 wurden die Gemeinden Arca und Ponte de Lima zur neuen Gemeinde Arca e Ponte de Lima zusammengeschlossen.
Namensgebend für den Ort ist die gleichnamige römische Brücke über den Rio Lima. Ponte de Lima ist Portugals älteste Gemeinde.

## Geschichte
Der Ort wurde 1125 zur Vila erhoben.

## Bauwerke
- Casa de Nossa Senhora da Aurora
- Museu dos Terceiros
- Igreja Matriz de Ponte de Lima